# Igor Potapovitj
Igor Potapovitj, född den 6 september 1967 i Almaty, är en kazakisk före detta friidrottare som tävlade i stavhopp.
Potapovitj genombrott kom när han vid inomhus-EM 1989 blev silvermedaljör i stavhopp. Han var även i final vid inomhus-VM 1993 men slutade då nia.
Vid inomhus-VM 1995 blev han silvermedaljör efter Sergej Bubka med ett hopp på 5,80. Han deltog även vid VM i Göteborg 1995 då han slutade nia. 
Vid Olympiska sommarspelen 1996 klarade han 5,86 men blev trots detta bara fyra. Hans främsta merit kom året efter då han vann guld vid inomhus-VM i Paris med ett hopp på 5,90.
Hans sista mästerskap var VM i Sevilla 1999 då han slutade sjua med ett hopp på 5,70.

## Personliga rekord
- Stavhopp - 5,92